# Белгијски штуц
Пушка Мини-Петровић-Франкоте модел 1849/56 (позната у Србији као Венсенска пушка или белгијски штуц), пушка капислара произведена у Лијежу за војску Кнежевине Србије 1856–1858. Пунила се Мињеовим зрном и била чувена по прецизности. У народу ова пушка била је позната под именом гарабиљ, и била је у цивилној употреби све до после 1897. године.

## Историја

### Српска војска 1830-1856
Кнежевина Србија је после Другог српског устанка (1815) стекла аутономију од Османског царства и званично је постала османска вазална држава под руским протекторатом 1830. Прве српске регуларне војне јединице формирао је кнез Милош Обреновић 1825. године, формално као полицијску јединицу звану Уписни пандури, како се не би изазивале турске власти. Најпре је било 12 чета (1.147 људи) ових најамника, познатих и под именом солдати. Године 1830. Србији су Османлије званично дозволиле да формира војску, а до 1838. Србија је имала 2.417 професионалних (редовних) војника, наоружаних и униформисаних на европски начин, које су обучавали бивши аустријски и руски официри. Нова српска влада је 1839. године (после изгнанства кнеза Милоша) привремено распустила регуларну војску, али је већ 1845. поново формирана под називом Гарнизоно воинство: постојала су 2 батаљона пешадије ( 8 чета, 2.010 људи), једна артиљеријска јединица (250 људи) и један ескадрон коњице (208 људи), са официрима укупно 2.529 људи.
Како је регуларна војска била премала да заштити земљу од својих моћних суседа (Аустрије и Отоманског царства), током кризе у време Мађарске револуције 1848. године, када је Србија непосредно запретила аустријска инвазија, српска влада је прибегла регрутацији свих људи способних за војну службу, такозвана Народна војска. У то време Србија је (на папиру) могла да подигне 94.000 људи (од чега 16.000 коњаника), са још 40.000 у резерви, али није било довољно оружја ни хране за толико бораца. Од регрута се очекивало да обезбеде сопствено оружје и одећу, примајући само храну и муницију од владе. У стварности, ни половина њих није имала исправне пушке, углавном старе мускете кремењаче турске и аустријске производње.
У циљу модернизације српске војске, влада Србије је 1848. године изградила прву Тополивницу и државни Арсенал у Београду, са главним производним погонима у Крагујевцу. Влада је 1850. године основала Артиљеријску школу у Београду, која је била зачетак Српске војне академије. После руског пораза у Кримском рату (1853—1856), Србија је Париским уговором (1856) постала заједнички протекторат Русије, Аустрије, Француске и Уједињеног Краљевства.

### Српско наоружавање
Године 1855. Тополивница у Крагујевцу отвара одељење за производњу пушака, које ради на преправци старих кремењача у каписларе, капацитета 60 мускета дневно. Исте године из Белгије су увезене две машине за прављење Мињи кугли, а 1857. крагујевачка Тополивница је уградила и машине за производњу бакарних каписли, чиме је Србија коначно постала независна у производњи муниције за пушке каписларе. Године 1858. постављена је нова производна линија са 28 квалификованих радника под руководством Михаила Цвејића за прераду око 15.000 старих кремењача у каписларе: прве године је преправљено само око 1.800 пушака, затим је производња повећана на 1.000 адаптираних пушака месечно, тако да је до 1863. Српска војска имала око 15.000 прерађених мускета капислара.
Унапређени међународни односи Србије после Кримског рата и проаустријска политика кнеза Александра Карађорђевића омогућили су Србији да преко Аустрије, која је дала дозволу 1856, увезе модерне пушке каписларе из Европе. Тако је Војно одељење Министарства унутрашњих послова под вођством артиљеријског пуковника Миливоја Петровића-Блазнавца, одмах наручило модерне (за оно време) Мини пушке од белгијског произвођача оружја Август Франкоте у Лијежу. Постојећи Франкоте карабин система Мини, пројектован 1849. године, адаптиран је по српским спецификацијама (које је дао Миливоје Петровић) и пуштен у производњу 1856. године, па су нове пушке, помало збуњујуће, познате као пушка Мини-Петровић-Франкоте модел 1849/ 56. У Србији су се званично звале Венсенске пушке, или једноставно белгијски карабини (белгијски штуц). Од 1856. до 1858. у Србију је преко аустријске територије стигло око 7.000 ових карабина: 1858. падом проаустријске владе кнеза Александра Карађорђевића, аустријска влада је одмах забранила сваки даљи транспорт оружја за Србију, што је приморало владу Милоша Обреновића да откаже неке већ плаћене пошиљке, које су продате у Белгији у бесцење.

### Белгијски карабини у Србији
Белгијски карабини су имали француски тип табана на капислу, Мини изолучену цев калибра 17,8 мм са четири урезана жлеба и задњим преклопним нишанима. Свака пушка је била опремљена бајонетом у облику јатагана, сличном бајонету француског модела 1842. Сво оружје је прегледано и жигосано у фабрици пушака у Крагујевцу. Године 1861. у Београду је штампан први војни приручник за употребу ових пушака.
Белгијски карабини су своју прву војну употребу добили током кризе 1862. године, после инцидента на Чукур-чесми у Београду. Тај злочин је изазвао масовне немире локалног српског становништва, након чега је турски гарнизон на Калемегданској тврђави топовима бомбардовао Београд. Наоружани белгијским карабинима, српски стрелци су лако устрелили већину турских тобџија на зидинама тврђаве, са удаљености од неких 500–700 м.
Последња војна употреба ових пушака била је у српско-турским ратовима (1876—1878), када је 7.000 ових пушака било међу 65.000 пушака капислара које су користила 32 батаљона Друге класе српске Народне војска. Руски добровољац, пуковник Бобиков, похвалио је ове пушке за њихову прецизност и поузданост на малим удаљеностима и по неравном терену. После рата, преостали белгијски карабини предати су Другој класи Народне војске, а задржани су у опреми Треће класе све до 1889. године. Последњи пут су коришћени у борби од стране устаника током Тимочке буне (1883).
Цена ових пушака је 1862. године била 50 дуката (око 600 гроша), 1875. године 168 гроша (67 динара), а 1877. године око 80 гроша (32 динара). Поређења ради, месечна плата српског потпоручника 1878. године није била већа од 72 гроша.
Последњи преостали карабини су повучени из војних складишта 1894. године и продати цивилима за 5 динара (12,5 гроша).